# 15 años y un día
15 años y un día (Engelse titel: 15 Years and One Day) is een Spaanse dramafilm uit 2013 die geselecteerd werd als Spaanse inschrijving voor de Oscar voor Beste Niet-Engelstalige film tijdens de 86ste Academy Awards. 

## Verhaal
Weduwe Margo heeft moeite om haar tienerzoon Jon op het rechte pad te houden. Wanneer hij van school wordt gestuurd, stuurt ze hem naar zijn opa Max, een voormalig militair. Die kan niet voorkomen dat Jon opnieuw met verkeerde vrienden in aanraking komt.

## Rolverdeling
| Acteur         | Personage           | Opmerkingen |
| -------------- | ------------------- | ----------- |
| Arón Piper     | Jon                 |             |
| Tito Valverde  | Max                 |             |
| Maribel Verdú  | Margo               |             |
| Jesús Castejón | Ormaechea           |             |
| Boris Cucalón  | Toni                |             |
| Bernat Grau    | Moi                 |             |
| Luis Jaspe     | Aldrin              |             |
| Belén López    | Aledo               |             |
| Peter Nikolas  | Svenco policia ruso |             |
| Pau Poch       | Nelson              |             |
| Susi Sánchez   | Cati                |             |